# Fortăreața Koules
Fortăreața Koules este o cetate venețiană situată la intrarea în portul vechi din Heraklion, Creta, Grecia. A fost construită la începutul secolului al XVI-lea, și este încă în stare bună astăzi.

## Istoria
Cel mai probabil, această zonă a fost mai întâi fortificată de către arabi în secolele al IX-lea sau al X-lea. În perioada bizantină, aici a existat un turn cunoscut sub numele de Castellum Comunis.  In 1303, turnul a fost distrus în urma unui cutremur, dar a fost reparat.
În 1462, Senatul venețian a aprobat un program de îmbunătățire a fortificațiilor din Heraklion. În cele din urmă, turnul bizantin a fost demolat în 1523, și s-a început construirea fortăreței. Vechi nave au fost umplute cu piatră, și au fost scufundate pentru a forma un dig și pentru a crește suprafața platformei pe care a fost construit cetatea. Aceasta a fost finalizată în 1540.
În 1630, fortul a fost înarmat cu 18 tunuri la parter și 25 de tunuri de pe calea care ducea la acoperiș.
În timpul lungului asediu de 21 de ani, bateriile otomane neutralizat cu ușurință puterea de foc a fortului. Otomanii au cucerit în cele din urmă fortul în 1669, după ce venețienii au predat întregul oraș. Ei nu au făcut nici o modificare majore la fort, cu excepția adăugării unor metereze și ambrazuri. Au construit un fort mic cunoscut sub numele de Micul Koules pe partea dinspre uscat, dar acesta a fost demolat în 1936, în timp ce orașul a fost în curs de modernizare.
Cetatea a fost restaurată, și este acum deschisă pentru public. Aici sunt organizate ocazional expoziții de artă și activități culturale.

## Schema
Cetatea este alcătuită din două părți: o secțiune dreptunghiulară înaltă, și o secțiune semi-eliptică ușor mai joasă. Zidurile sale sunt de până la 8,7 meri grosime în unele locuri, și are trei intrări. Fortul are două etaje, cu un total de 26 camere, care au fost inițial folosite ca barăci, o închisoare, camere de depozitare, un rezervor de apă, o biserică, o moară și o brutărie.
Un far este situat în partea de nord a fortului.